# Pitso Mosimane
Pitso Mosimane (Kagiso, Gauteng, 26 de julio de 1964) es un exfutbolista y actual entrenador sudafricano. Jugaba de centrocampista y su último club fue el Al-Sadd de Catar. Actualmente está sin club.
Nacido en Kagiso, Mosimane es uno de los entrenadores con más años de servicio y más condecorados en todo el fútbol sudafricano, habiendo ganado múltiples trofeos importantes con SuperSport United entre 2001 y 2007 y Mamelodi Sundowns entre 2012 y 2020. 

## Carrera como jugador
Mosimane comenzó su carrera profesional en el Jomo Cosmos, luego jugó para Mamelodi Sundowns y Orlando Pirates, antes de unirse al club griego Ionikos para jugar con entrenador Nikos Alefantos. Más tarde se unió al equipo belga KFC Rita Berlaar y al club qatarí Al-Sadd.

## Carrera como entrenador
Mosimane fue entrenador asistente de los jugadores sub-11 durante su paso por el club belga KFC Rita Berlaar, luego regresó a Sudáfrica para entrenar a las reservas de Mamelodi Sundowns.

### Supersport United
Mosimane se unió al Supersport United como entrenador asistente de Bruce Grobbelaar, luego se convirtió en el entrenador desde 2001 hasta el 2007, donde terminó segundo en 2001-02 y 2002-03 en la Premier Soccer League.

### Selección de Sudáfrica
Mosimane se desempeñó como entrenador interino de la selección nacional de Sudáfrica, apodada como Bafana Bafana, durante siete partidos en 2007, antes del nombramiento de Carlos Alberto Parreira como entrenador de la selección nacional, bajo el cual Mosimane se desempeñó como entrenador asistente durante la Copa Mundial de la FIFA 2010. También se desempeñó como asistente de Joel Santana durante la Copa FIFA Confederaciones 2009, el sucesor y posterior predecesor de Parreira.
El 15 de julio de 2010, Mosimane fue nombrado nuevo entrenador de la selección nacional y recibió un contrato de cuatro años. Ganó su primer partido a cargo en una victoria por 1-0 sobre los cuartofinalistas del Mundial Ghana. Sudáfrica no se clasificó para la Copa Africana de Naciones 2012 después de que Mosimane jugó por error para un empate en el partido de clasificación final contra la Sierra Leona, cuando en realidad se requería una victoria.

### Mamelodi Sundowns
En 2012, Mosimane se convirtió en entrenador del Mamelodi Sundowns. Ganó la Liga de Campeones de la CAF de 2016 con el club sudafricano después de derrotar al Zamalek de Egipto por 3-1 en el global, convirtiéndose en el segundo equipo sudafricano en ganarla después de Orlando Pirates en 1995.
En diciembre de 2016, Mosimane fue clasificado como el décimo mejor entrenador del mundo para 2016, según la Federación Internacional de Historia y Estadísticas del Fútbol (IFFHS). El 5 de enero de 2017, Mosimane ganó el galardón de Entrenador del Año en los premios Glo-CAF 2016 en Abuya, Nigeria, después de guiar al equipo africano a la gloria de la liga en 2015-16 y reclamar el trofeo Telkom Knockout, lo que significó que Mosimane se quedó solo como el único entrenador en obtenido todos los trofeos domésticos en la era PSL.
El 6 de abril de 2019, Mosimane llevó a su equipo Mamelodi Sundowns a una victoria por 5-0 contra el club egipcio Al-Ahly en los cuartos de final de la Liga de Campeones de la CAF 2018-19, en la que ganó 5-1 en el global para llegar a las semifinales.
Mosimane es generalmente considerado como el entrenador más exitoso en la historia del fútbol sudafricano, ganando cinco títulos de la Liga Premier de Sudáfrica con Mamelodi Sundowns. A fines de septiembre de 2020, Mosimane renunció como entrenador del club africano.

### Al-Ahly
El 30 de septiembre de 2020, se anunció que Mosimane sería el entrenador del Al-Ahly. Fue el primer africano no egipcio en dirigir el club.
El 27 de noviembre de 2020, Mosimane llevó al equipo a su 9.º título de la Liga de Campeones de la CAF, tras ganar la final de 2020 ante su rival Zamalek, y clasificarse para el Mundial de Clubes de la FIFA 2020, donde acabó en tercer lugar tras vencer en los penaltis al Palmeiras. El 6 de diciembre de 2020, obtuvo la Copa de Egipto. En mayo de 2021, logró la Supercopa Africana tras derrotar al RS Berkane en Doha.
El 17 de julio de 2021, el equipo egipcio ganó su segundo título de la Liga de Campeones de la CAF con Mosimane y el décimo en total después de una victoria por 3-0 sobre Kaizer Chiefs en la final. Rory Smith argumentó que este mandato de ocho meses, en los que el club ganó tres trofeos, convirtió a Mosimane en uno de los mejores entrenadores del fútbol mundial del año. En diciembre de 2021 ganó otra Supercopa de África en Catar contra el Raja Casablanca. El 13 de junio de 2022, Al-Ahly aceptó la solicitud de Mosimane de dejar el cargo de entrenador.

### Al-Ahli
El 25 de septiembre de 2022, Mosimane fue nombrado entrenador del club de Arabia Saudita Al-Ahli. En junio de 2023, decidió dejar su cargo a pesar de guiarlos a la promoción luego de asegurar que él y su cuerpo técnico no habían cobrado su salario desde enero.

### Al-Wahda
El 18 de junio de 2023, Mosimane se unió al Al-Wahda de Abu Dabi junto con su cuerpo técnico.No obstante, el 10 de noviembre del mismo año, fue relevado de sus funciones de mutuo acuerdo.

### Abha
El 26 de enero de 2024, fue oficializado como entrenador del Abha.El 29 de mayo, se anunció su salida después de que el club descendiera a la Liga de Yello.

### Esteghlal
El 19 de octubre de 2024, asumió al frente del Esteghlal.El 28 de enero de 2025, presentó su renuncia al cargo después de no haber cobrado su salario desde el mes de diciembre.

## Clubes

### Como futbolista
| Club              | País      | Año         |
| ----------------- | --------- | ----------- |
| Jomo Cosmos       | Sudáfrica | 1982 - 1983 |
| Mamelodi Sundowns | Sudáfrica | 1985        |
| Jomo Cosmos       | Sudáfrica | 1986        |
| Mamelodi Sundowns | Sudáfrica | 1987        |
| Jomo Cosmos       | Sudáfrica | 1987 - 1989 |
| Orlando Pirates   | Sudáfrica | 1989        |
| Ionikos           | Grecia    | 1989 - 1995 |
| Rita Berlaar II   | Bélgica   | 1995        |
| Al-Sadd           | Catar     | 1996        |

### Como entrenador
| Club                   | País                   | Año       |
| ---------------------- | ---------------------- | --------- |
| Supersport United      | Sudáfrica              | 2001-2007 |
| Selección de Sudáfrica | Sudáfrica              | 2010-2012 |
| Mamelodi Sundowns      | Sudáfrica              | 2012-2020 |
| Al-Ahly                | Egipto                 | 2020-2022 |
| Al-Ahli                | Arabia Saudita         | 2022-2023 |
| Al-Wahda               | Emiratos Árabes Unidos | 2023      |
| Abha                   | Arabia Saudita         | 2024      |
| Esteghlal              | Irán                   | 2024-2025 |

## Palmarés

### Como entrenador

#### Títulos nacionales
| Título                       | Club              | País           | Año     |
| ---------------------------- | ----------------- | -------------- | ------- |
| MTN 8                        | SuperSport United | Sudáfrica      | 2004    |
| Copa de Sudáfrica            | SuperSport United | Sudáfrica      | 2005    |
| Premier Soccer League        | Mamelodi Sundowns | Sudáfrica      | 2013-14 |
| Copa de Sudáfrica            | Mamelodi Sundowns | Sudáfrica      | 2014-15 |
| Copa de la Liga de Sudáfrica | Mamelodi Sundowns | Sudáfrica      | 2015    |
| Premier Soccer League        | Mamelodi Sundowns | Sudáfrica      | 2015-16 |
| Premier Soccer League        | Mamelodi Sundowns | Sudáfrica      | 2017-18 |
| Premier Soccer League        | Mamelodi Sundowns | Sudáfrica      | 2018-19 |
| Copa de la Liga de Sudáfrica | Mamelodi Sundowns | Sudáfrica      | 2019    |
| Premier Soccer League        | Mamelodi Sundowns | Sudáfrica      | 2019-20 |
| Copa de Sudáfrica            | Mamelodi Sundowns | Sudáfrica      | 2019-20 |
| Copa de Egipto               | Al-Ahly           | Egipto         | 2019-20 |
| Liga de Yello                | Al-Ahli           | Arabia Saudita | 2022-23 |

#### Títulos internacionales
| Título                      | Club (*)          | Sede           | Año     |
| --------------------------- | ----------------- | -------------- | ------- |
| Liga de Campeones de la CAF | Mamelodi Sundowns | Alejandría     | 2016    |
| Supercopa de la CAF         | Mamelodi Sundowns | Pretoria       | 2017    |
| Liga de Campeones de la CAF | Al-Ahly           | El Cairo       | 2019-20 |
| Supercopa de la CAF         | Al-Ahly           | Doha           | 2021-I  |
| Liga de Campeones de la CAF | Al-Ahly           | Casablanca     | 2020-21 |
| Supercopa de la CAF         | Al-Ahly           | Rayán (ciudad) | 2021-II |

(*) Incluyendo la selección

#### Participaciones en mundial de clubes de la FIFA
| Torneo                                 | Sede                   | Club    | Resultado    |
| -------------------------------------- | ---------------------- | ------- | ------------ |
| Copa Mundial de Clubes de la FIFA 2020 | Catar                  | Al-Ahly | Tercer lugar |
| Copa Mundial de Clubes de la FIFA 2021 | Emiratos Árabes Unidos | Al-Ahly | Tercer lugar |

#### Distinciones individuales
| Distinción                     | Año  |
| ------------------------------ | ---- |
| Entrenador sudafricano del año | 2005 |